# Li Zhe
Dans ce nom chinois, le nom de famille, Li, précède le nom personnel.

Li Zhe (né le 30 novembre 1989) est un joueur de go professionnel chinois.

## Biographie
Né en Chine en 1989, Li Zhe est depuis l'an 2000 l'un des professionnels chinois ayant commencé sa carrière le plus tôt (à onze ans). Il devint à seize ans, en 2006, le plus jeune détenteur de titres en Chine. Il a abandonné sa carrière de joueur professionnel en 2012, pour entreprendre des études de philosophie à l'université de Pékin.

## Titres
| Titre       | Année |
| ----------- | ----- |
| 1           |       |
| Xinren Wang | 2006  |